# Abi (Huesca)
Abi es una aldea del municipio de Seira, en la provincia de Huesca. Está situado sobre la capital municipal. 

## Geografía
Accesible por una carretera de 3 km aproximadamente desde dicha capital; y situado bajo la sierra de Abi o también conocida cómo Baciero. 

## Patrimonio

### Religioso
- Iglesia de San Miguel, que fue restaurada por los mismos vecinos hace unos años y alberga una réplica del famoso retablo de San Miguel.
- Ermita de San Salvador, donde se va en romería el primer fin de semana de mayo de cada año, y que está situada a 2,26 km de distancia hacia el suroeste de la localidad, sobre el valle del río Esera.

## Economía
En la antigüedad, el pueblo vivía gracias a la abundante cantidad de madera de pino, aunque actualmente la principal actividad económica es la ganadería.

## Demografía
A fecha de 2010 contaba con 23 habitantes, 13 varones y 10 mujeres con el gentilicio de Pinarrisos.